# Nicolaus Salan
Nicolaus Nicolai Salan, född 29 juni 1667 troligen i Köping, död 12 december 1716 i Köping, var en svensk bataljonspredikant, rektor och grafiker.
Han var son till prosten Nicolaus Jonae Salan och Catharina Simonius. Efter att Salan blivit magister i Uppsala prästvigdes han och deltog i kriget 1700 som bataljonspredikant. Efter att ett skott trängt in i hans huvud återvände han hem samma år och efter en tids konvalescent utnämndes han till rektor vid Köpings skola 1702. Som grafiker utförde han etsningar till Gladius scythicus och illustrationer till sin yngre bror Peter Salans bok Fosterbrödernas, Eigles och Asmunds saga som utgavs 1693. En större samling med isländska sagor som de båda bröderna samlat på sig inlöstes 1717 av Uppsala universitetsbibliotek.  